# Прабл Гурунг
Прабл Гурунг (енгл. Prabal Gurung; рођен 1974. у Сингапуру) је амерички модни креатор непалског порекла.
Након што је стекао диплому дизајнерске школе Парсонс, три године је радио за Синтију Роули, а затим пет година за Била Бласа. Самосталну каријеру је започео 2009. а пажњу јавности је скренуо на себе након што је Мишел Обама носила хаљину са његовим потписом на једном званичном догађају организованом у Белој кући.